# 太原地铁3号线
太原地铁3号线（又称太原轨道交通3号线）是太原地铁的二期工程规划地铁线路，是市区骨干线路，连接了河西各片区、太原南站交通枢纽等重点区域。北起柴村，东至东峰，全长31.5km，车辆拟选用A型车，标志色待定。

## 历史
2020年10月23日，《太原市城市轨道交通二期建设规划（2021—2026年）》公示，其中3号线一期工程：为市区骨干线路，将初步完善轨道交通骨干网络，重点连接了河西各片区和铁路太原南站枢纽，线路北起柴村，东至东峰，全长31.07km，共设置25座车站、1座车辆段和1座停车场。
2022年9月26日，《太原市城市轨道交通第二期建设规划（2023-2028年）》公示，其中3号线一期工程，是市区骨干线路，连接了河西各片区、太原南站交通枢纽等重点区域。线路北起柴村，经金桥西街、和平北路、和平南路等向东终至东峰，全长31.5km，设25座车站、1座车辆段、1座停车场，车辆拟选用A型车，投资约258.94亿元。
2023年5月5日--6月5日为确保太原地铁3号线（一期）工程在年内开工建设，对地铁3号线沿线实施前期勘察工作。
2023年5月10日至6月20日太原地铁3号线（一期）工程将占用部分道路、匝道进行勘探施工。